# Tioual (Tiwal)
 (août 2017).
Le contenu est difficilement compréhensible vu les erreurs de traduction, qui sont peut-être dues à l'utilisation d'un logiciel de traduction automatique.
 (mars 2017).
 (mars 2017).

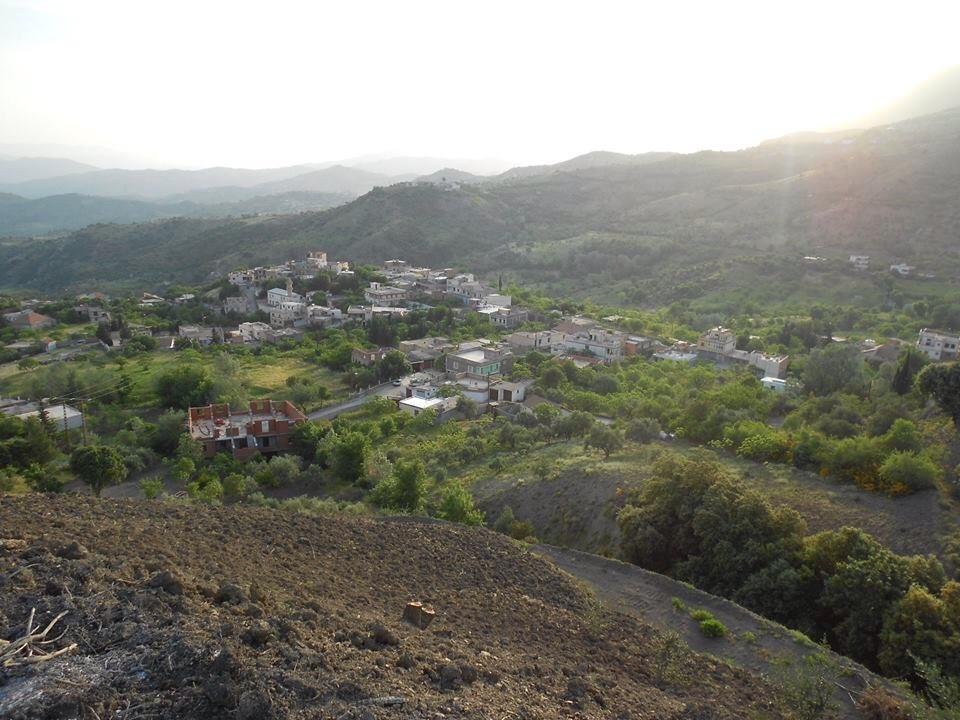
Photo du Village Tiwal / Tioual, commune Ait/Beni Maouche, Wilaya Béjaia.

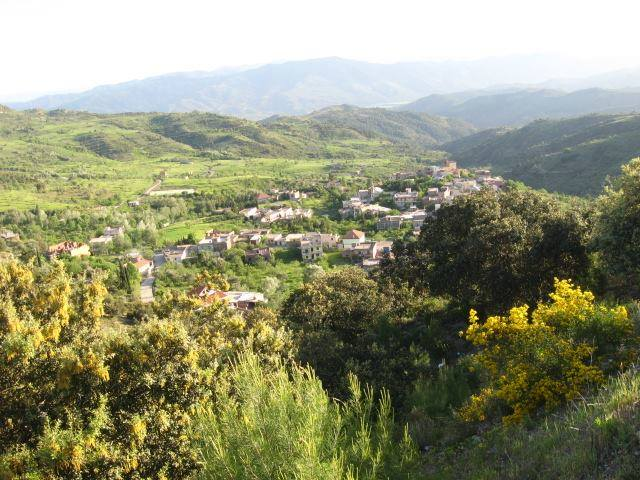
Photo du Village Tiwal / Tioual, commune Ait / Beni Maouche, Wilaya Béjaia.

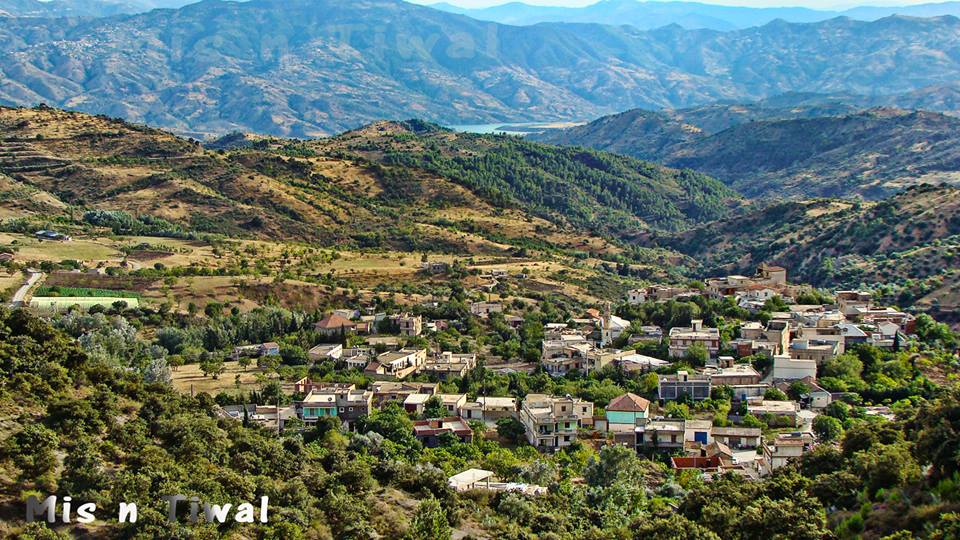
Photo du Village Tiwal / Tioual, commune Ait / Beni Maouche, Wilaya Béjaia.

Tioual (ou Tiwal) est un village de la commune de Ait Maouche (Beni Maouche) dans la wilaya de Béjaïa en Kabylie. La localité est distante d'environ deux kilomètres du chef-lieu de la commune de Ait Maouche (Beni Maouche). 

## Toponymie
Tiwal vient de At Wawal et signifie en langue kabyle les hommes qui maintiennent la promesse[réf. nécessaire].

## Population
Tiwal compte environ 1 000 habitants[Quand ?].

## Guerre de la révolution
Durant la guerre de révolution 1954-1962 Tiwal perd beaucoup de ses habitants, le village seul compte 114 morts (sur 300 habitants). Tiwal et toute la région d'Ait Maouche (1014 morts) ont été une zone rouge (zone interdite) durant la guerre de libération.

## Association Tighri N Tiwal
Tighri N Tiwal est l'une des premières associations créée à Béjaia, dans les années 1970. Toujours active dans les années 2020, elle obtient son agrément officiellement en 1991. Elle est connue notamment par les sections : chorale, théâtre, sport et ses activités environnementales et surtout son engagement pour la culture Amazighe. Tighri N Tiwal représente la wilaya de Béjaïa à plusieurs occasions.

## Environnement
Tiwal a réalisé plusieurs projets durant ces dernières années grâce à la volonté de ses habitants. Durant l'année 2013, grâce à l'association Tighri n Tiwal, le village a bénéficié d'une plantation de plus de 400 arbres dans tous les quartiers et de 28 bancs publics, des éclairages publics de luxe du type place royale. Actuellement, Tiwal possède un local pour l'association bien équipé, avec une salle informatique, une bibliothèque, deux locaux et une salle d'activité nommée Arabe Amer. Toutes ces réalisations sont dues aux efforts des différents habitants.

## Économie
Tiwal est très connue pour la réparation des cardans sur tout le territoire national, les tiwaliens ont été parmi les premiers à exercer cette activité, en fait, ses jeunes ont travaillé dans l'usine de Peugeot en France durant les années 1950 et cette activité a été transmise d'une génération à une autre.
Certaines entreprises ont été créées dans ce village comme Royaume de la figue, Tiwal vending, SARL Tiwal Royaume, Groupe boulaaras, et d'autres.